# كفالة خلفية
الكفالة الخلفية، في القانون الإسكتلندي، هو صك يؤهل شروط صك آخر، أو إعلاني للمقاصد التي تم من أجلها تم منح صك آخر. وهكذا فإن التصرف المطلق السابق، الذي تم تأهيله بسند خلفي يعبر عن الطبيعة المحدودة للحق الذي يحمله الشخص الذي تم التصرف إليه، سيشكل ما يسمى في إنجلترا بعمل ثقة.